# Ourapteryx obtusicauda
Ourapteryx obtusicauda là một loài bướm đêm trong họ Geometridae.